# Lac Mulvihill
Lac Mulvihill är en sjö i Kanada.   Den ligger i regionen Outaouais och provinsen Québec, i den sydöstra delen av landet, 15 km nordväst om huvudstaden Ottawa. Lac Mulvihill ligger 231 meter över havet.
Omgivningarna runt Lac Mulvihill är en mosaik av jordbruksmark och naturlig växtlighet. Runt Lac Mulvihill är det tätbefolkat, med 383 invånare per kvadratkilometer.